# Trifoi
Trifoiul (Trifolium) este un gen de aproximativ 300 de specii de plante din familia leguminoaselor, Fabaceae. Cea mai mare diversitate apare în zonele temperate din emisfera nordică, dar există specii care trăiesc și în America de Sud și Africa, incluzând altitudinile înalte de la tropice. Sunt plante erbacee mici anuale, bienale sau plante perene cu viață scurtă. Frunzele sunt trifoliate (rareori 5- sau 7-foliate), cu stipelele adnate pe pețioluri, iar florile sunt grupate în inflorescențe mici albe, roșii, violet sau galbene; păstăile mici, cu puține semințe, sunt închise în caliciu. Alte genuri, denumite uneori trifoisunt Melilotus (sulfină) și Medicago (culbeceasă). Numele științific este derivat din limba latină tres, "trei" și folium, "frunză". Trifoiul reprezintă o sursă de hrană pentru larvele unor specii de lepidoptere (fluturi și molii). 

## Specii selectate

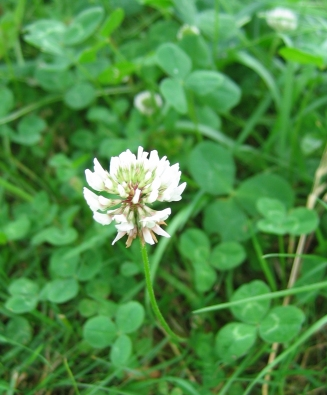
Flori și frunze de trifoi alb

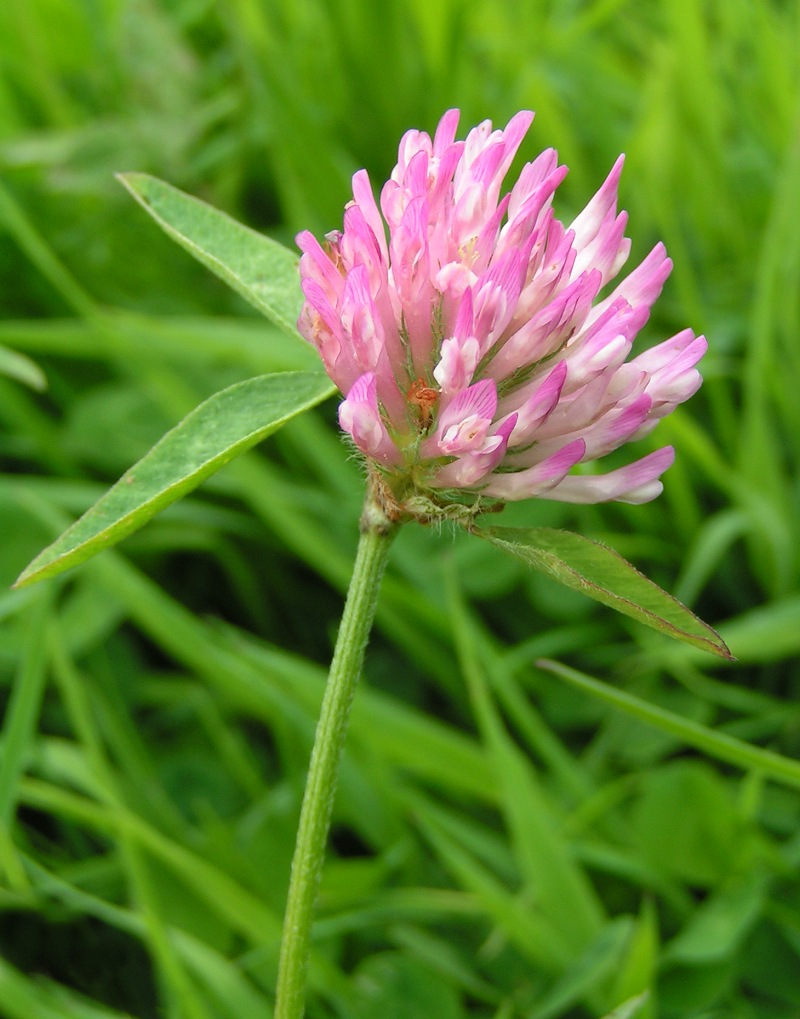
Flori de trifoi roșu (Trifolium pratense)

| - Trifolium africanum - Trifolium albopurpureum - Trifolium alexandrinum - Trifolium amabile - Trifolium ambiguum - Trifolium amoenum - Trifolium andersonii - Trifolium andinum - Trifolium angustifolium - Trifolium arvense - Trifolium attenuatum - Trifolium aureum - Trifolium barbigerum - Trifolium beckwithii - Trifolium bejariense - Trifolium bifidum - Trifolium bolanderi - Trifolium brandegeei - Trifolium breweri - Trifolium buckwestiorum - Trifolium calcaricum - Trifolium campestre - Trifolium carolinianum - Trifolium cernuum - Trifolium ciliolatum - Trifolium cyathiferum - Trifolium dalmaticum - Trifolium dasyphyllum - Trifolium dedeckerae - Trifolium depauperatum - Trifolium dichotomum - Trifolium douglasii - Trifolium dubium - Trifolium echinatum | - Trifolium eriocephalum - Trifolium fragiferum - Trifolium friscanum - Trifolium fucatum - Trifolium glomeratum - Trifolium gracilentum - Trifolium gymnocarpon - Trifolium haydenii - Trifolium hirtum - Trifolium howellii - Trifolium hybridum - Trifolium incarnatum - Trifolium jokerstii - Trifolium kingii - Trifolium lappaceum - Trifolium latifolium - Trifolium leibergii - Trifolium lemmonii - Trifolium longipes - Trifolium lupinaster - Trifolium macraei - Trifolium macrocephalum - Trifolium medium - Trifolium michelianum - Trifolium microcephalum - Trifolium microdon - Trifolium minutissimum - Trifolium monanthum - Trifolium mucronatum - Trifolium nanum - Trifolium neurophyllum - Trifolium nigrescens - Trifolium obtusiflorum - Trifolium oliganthum | - Trifolium olivaceum - Trifolium ornithopodioides - Trifolium owyheense - Trifolium parryi - Trifolium pinetorum - Trifolium plumosum - Trifolium polymorphum - Trifolium pratense - Trifolium productum - Trifolium purpureum - Trifolium pygmaeum - Trifolium reflexum - Trifolium repens - Trifolium resupinatum - Trifolium rollinsii - Trifolium rueppellianum - Trifolium scabrum - Trifolium semipilosum - Trifolium siskiyouense - Trifolium spumosum - Trifolium squamosum - Trifolium stoloniferum - Trifolium striatum - Trifolium subterraneum - Trifolium suffocatum - Trifolium thompsonii - Trifolium tomentosum - Trifolium trichocalyx - Trifolium uniflorum - Trifolium variegatum - Trifolium vesiculosum - Trifolium virginicum - Trifolium willdenowii - Trifolium wormskioldii |

## Simbolism și mitologie

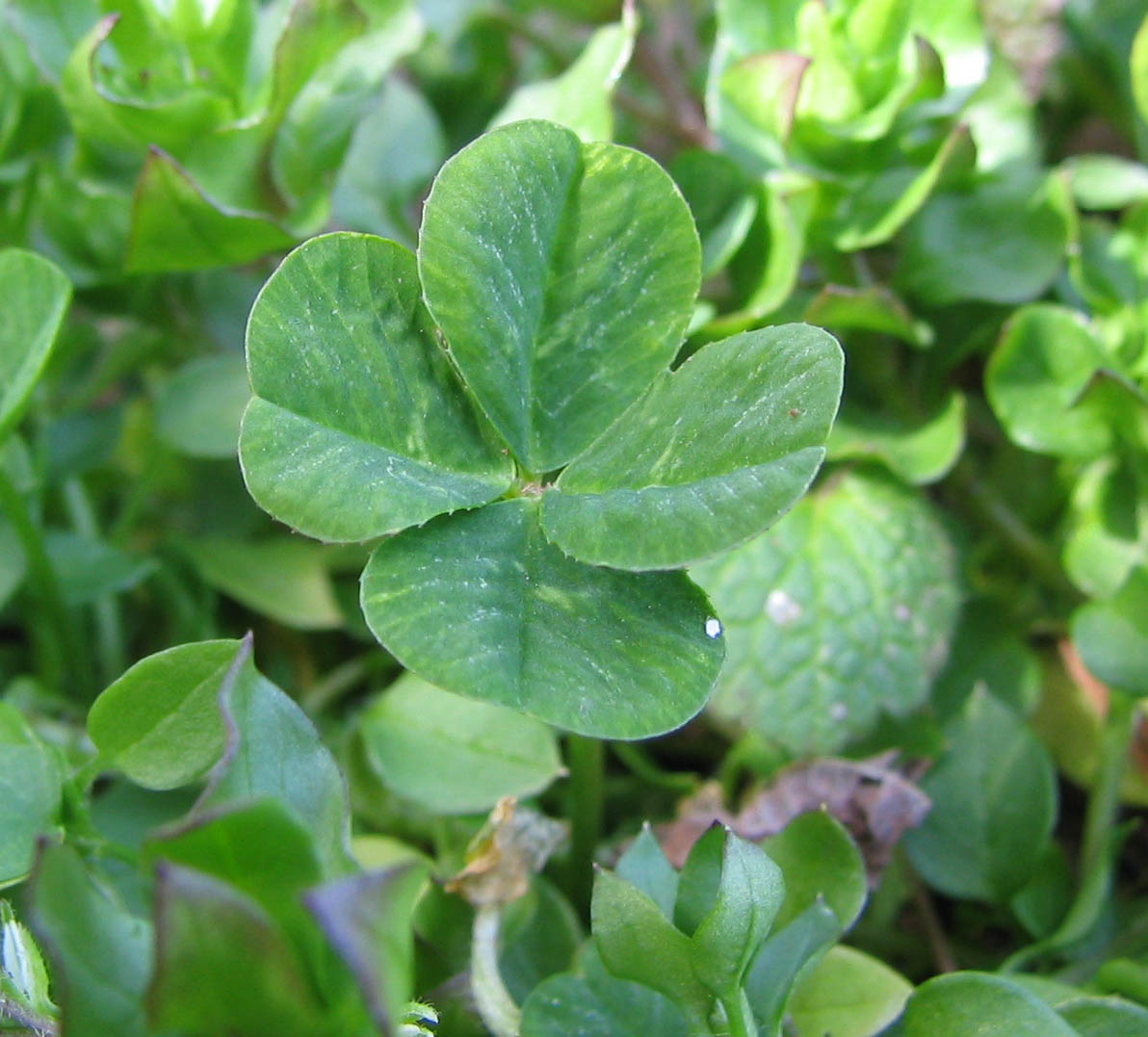
Trifoi cu patru foi

Trifoiul este simbolul tradițional irlandez, fiind adoptat de Sfântul Patriciu pentru Sfânta Treime și mai înseamnă fericire. 
Trifoiurile au ocazional patru foliole în loc de trei. Aceste trifoiuri cu patru foi, precum alte rarități, sunt considerate norocoase. Trifoiul poate avea și cinci, șase sau chiar mai multe foliole, dar aceste cazuri sunt și mai rare. Recordul mondial, conform Guinness, este 18.
În anii 1970 și 1980, testele pentru droguri au devenit foarte exact și erau capabile să detecteze cele mai mici urme de morfină. Trifoiul conține o cantitate mică de morfină, care este consumată de vite și ajunge în lapte. Astfel, substanța poate fi detectată de teste anti-drog.
Se spune că dacă deții un trifoi cu patru foi, poți anula magia unui spiriduș.